# مقاطعة بوتلر (آيوا)
مقاطعة بوتلر (بالإنجليزية: Butler County)‏ هي إحدى مقاطعات ولاية آيوا في الولايات المتحدة الأمريكية.